# Marcus B. Bell

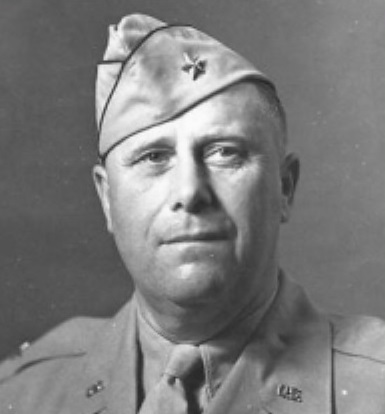
Marcus B. Bell

Marcus Brenneman Bell (* 22. Februar 1893 in Fredonia, Wilson County, Kansas; † 18. Mai 1981 in Tucson, Arizona) war ein Brigadegeneral der United States Army. Er kommandierte unter anderem die 10. Gebirgsdivision.
Marcus Bell war der Sohn von Miller Myers Bell (1860–1938) und dessen Frau Clara Brenneman (1864–1962). Er besuchte die öffentlichen Schulen seiner Heimat und studierte bis 1916 das Fach Landwirtschaft an der University of Missouri. Anschließend wurde er Mitglied der Missouri National Guard. Mit dieser Einheit nahm er an der Mexikanischen Expedition teil.
Nach dem amerikanischen Eintritt in den Ersten Weltkrieg schrieb sich Bell bei der US Army ein. Dort wurde er im August 1917 als Leutnant der Infanterie in das Offizierskorps aufgenommen. In der Armee durchlief er anschließend alle Offiziersränge bis zum Brigadegeneral. Er wurde einer Einheit zugewiesen, die sich auf den Kriegseinsatz vorbereitete, aber wegen des Waffenstillstandes im November 1918 nicht mehr zum Fronteinsatz kam. Nach Kriegsende gehörte er für einige Zeit den Besatzungstruppen in Deutschland an.
In den 1920er und 1930er Jahren absolvierte er den für Offiziere in den jeweiligen Rangstufen üblichen Dienst in verschiedenen Einheiten und Standorten. Dazu gehörten auch die Tätigkeit als Dozent für Militärwissenschaft an der Lehigh University und Ausbildungsaufgaben für die Nationalgarde von Minnesota (1928). Im Jahr 1925 absolvierte er die Infantry School und 1934 das Command and General Staff College. 1941 schloss er seine militärischen Schulungen mit dem Besuch des United States Army War College ab. Ende der 1930er Jahre war Bell auch für das Civilian Conservation Corps (CCC) tätig und wurde Dozent an der Infantry School.
Ende 1941 war Marcus Bell Stabsoffizier im Armeehauptquartier. Dort war er an Planungen für Manöver im Hinblick auf einen amerikanischen Eintritt in den Zweiten Weltkrieg beteiligt. Im Jahr 1942 wurde er zunächst Stabschef der 80. Infanteriedivision und danach Stabsoffizier (Assistant Commanding General) der 81. Infanteriedivision. Diese Division war zunächst in Alabama und dann in Kalifornien stationiert. Später wurde sie zum Pazifischen Kriegsschauplatz verlegt. Dort nahm die Division und mit ihr Marcus Bell bis zum Kriegsende an mehreren Schlachten und Gefechten teil. Bell behielt seine Stellung bei der 81. Infanteriedivision bis zum Jahr 1946.
Danach war Bell zwei Jahre lang Stabsoffizier beim XXIV. Korps, das in Südkorea stationiert war. Im Mai 1951 übernahm er als Nachfolger von James Edward Moore kommissarisch das Kommando über die 10. Gebirgsdivision, das er bis November 1951 ausübte. Anschließend ging er in den Ruhestand.
Bell verbrachte seinen Ruhestand in Columbus in Georgia, wo er aktiv am gesellschaftlichen Leben teilnahm. Außerdem war er als Geschäftsmann tätig. Unter anderem war er im Jahr 1956 an der Gründung der National Bank in Fort Benning beteiligt. Er engagierte sich auch in militärischen Veteranenorganisationen und trat dort gelegentlich als Redner auf. Im Jahr 1969 war er Vorsitzender einer Grand Jury zur Untersuchung von Missständen bei der Polizei von Columbus. Der mit Irma Elizabeth Dumas (1896–1978) verheiratete Offizier starb am 18. Mai 1981 in Tucson und wurde auf dem Fort Benning Main Post Cemetery beigesetzt.
Marcus Bell erhielt im Lauf seiner militärischen Laufbahn unter anderem den Silver Star und zwei Mal den Orden Legion of Merit.